# Kalymnos (district régional)
Le district régional de Kalymnos (grec moderne : Περιφερειακή ενότητα Καλύμνου) est l'un des districts régionaux de Grèce qui fait partie de la périphérie (région) de l'Égée-Méridionale. Ce district régional englobe des îles de l'archipel du Dodécanèse : Kalymnos, Agathonisi, Astypalée, Lipsi, Leros, Patmos et quelques autres îles de la mer Égée.

## Administration
Dans le cadre de la réforme gouvernementale de 2011, le Programme Kallikratis, le district régional de Kalymnos est créé sur une partie de l'ancien nome du  Dodécanèse. Il comprend 6 municipalités qui sont (numérotées selon la carte dans l'infobox) : 
- Agathonisi (2)
- Astypalée (3)
- Kalymnos (4)
- Lipsi (8)
- Leros (9)
- Patmos (12)